# 娜丁·卡佩尔曼
娜丁·卡佩尔曼（德語：Nadine Capellmann，1965年7月9日—），德国女子马术运动员。她曾代表德国参加2000年和2008年夏季奥林匹克运动会马术比赛，获得二枚金牌，均来自于团体盛装舞步赛。